# TP-Link
Die TP-Link ist ein in China gegründeter, globaler, multinationaler Konzern in den Bereichen Consumer Networking, Unterhaltungselektronik, Enterprise Networking, Enterprise Security, Software und Cloud Services. Das Betriebsmanagementzentrum des Unternehmens ist die TP-Link Corporation PTE. Ltd mit dem Hauptsitz in Singapur, während TP-Link Global Inc. mit Sitz in den USA als Produkt- und Marketingzentrum dient. Die Produkte von TP-Link werden in über 170 Ländern verkauft und nach eigenen Angaben von über 1,7 Milliarden Menschen weltweit verwendet.
Im August 2024 forderten zwei US-Abgeordnete das US-Handelsministerium auf, eine Untersuchung einzuleiten, ob TP-Link die nationale Sicherheit der USA bedrohe.

## Unternehmensstruktur

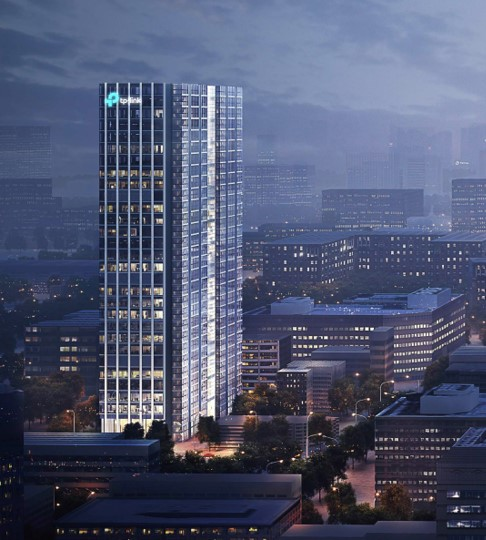
Hauptsitz in Singapur

Das Unternehmen wurde 1996 in Shenzhen in China gegründet. Der Name leitet sich von Twisted-Pair-Kabel ab, einem ursprünglichen Produkt des Unternehmens.
Der Konzern unterhält weltweit 42 Niederlassungen.
Die deutsche Tochtergesellschaft TP-Link Deutschland GmbH besteht seit 2008 und nahm 2009 den Geschäftsbetrieb auf. Seit Mai 2020 ist sie im Düsseldorfer Stadtteil Holthausen niedergelassen, zuvor in Hofheim am Taunus. Die deutsche Niederlassung beherbergt das Zentrallager für Westeuropa sowie ein eigenes Labor. Des Weiteren werden Funktionen wie Finanzdienstleistungen, Marketing und Logistik aus Düsseldorf heraus für die Länder Deutschland, Österreich und die Schweiz ausgeübt. Weitere Tochtergesellschaften sind die TP-Link Enterprises Netherlands B.V. in Nieuwegein, die TP-Link España S.L. in Madrid, die TP-Link Italia S.r.l. in Mailand, die TP-Link Enterprises Belgium BVBA in Brüssel, die TP-Link Hellas Networks EPE in Marousi, die TP-Link Polska Sp. z o.o., die TP-Link Czech S.r.o. in Jinonice, die TP-Link Networks Hungary Kft. in Budapest sowie die TPLINK Bilgi Teknolojileri Tic. Ltd. Şti. in Ümraniye. Zudem befinden sich Geschäftsstellen in Vélizy-Villacoublay, Midrand, Kairo, Moskau, Kiew, Bukarest.

## Produkte
TP-Link ist ein weltweit führendes Unternehmen im Bereich der Netzwerktechnik und Kommunikationstechnik. Das TP-Link-Portfolio umfasst Home-Business-ISP-Netzwerke, Überwachungssysteme und Unterhaltungselektronik.
Unter der Tochtermarke Tapo wird ein Smart-Home-Ökosystem vertrieben. Im Bereich der Netzwerktechnik bietet TP-Link mit seinen Archer-Produktlinien Router. Ergänzt wird das Netzwerksortiment für Privathaushalte durch die Tochtermarke Deco, eine ganzheitliche Mesh-Wlan-Lösung, sowie Modem/Router Lösungen für viele Anwendungsgebiete.
Unter der Marke Omada bietet TP-Link eine SDN-Lösung für ein zentralisiertes Management von Unternehmensnetzwerken an. Diese Lösung umfasst Controller, Access Points, Switches, Router sowie die notwendige Softwärelösung, um diese zu verwalten.
Mit VIGI wird eine professionelle Videoüberwachungslösung für Unternehmen in verschiedenen Industrien angeboten.

Produkte von TP-Link
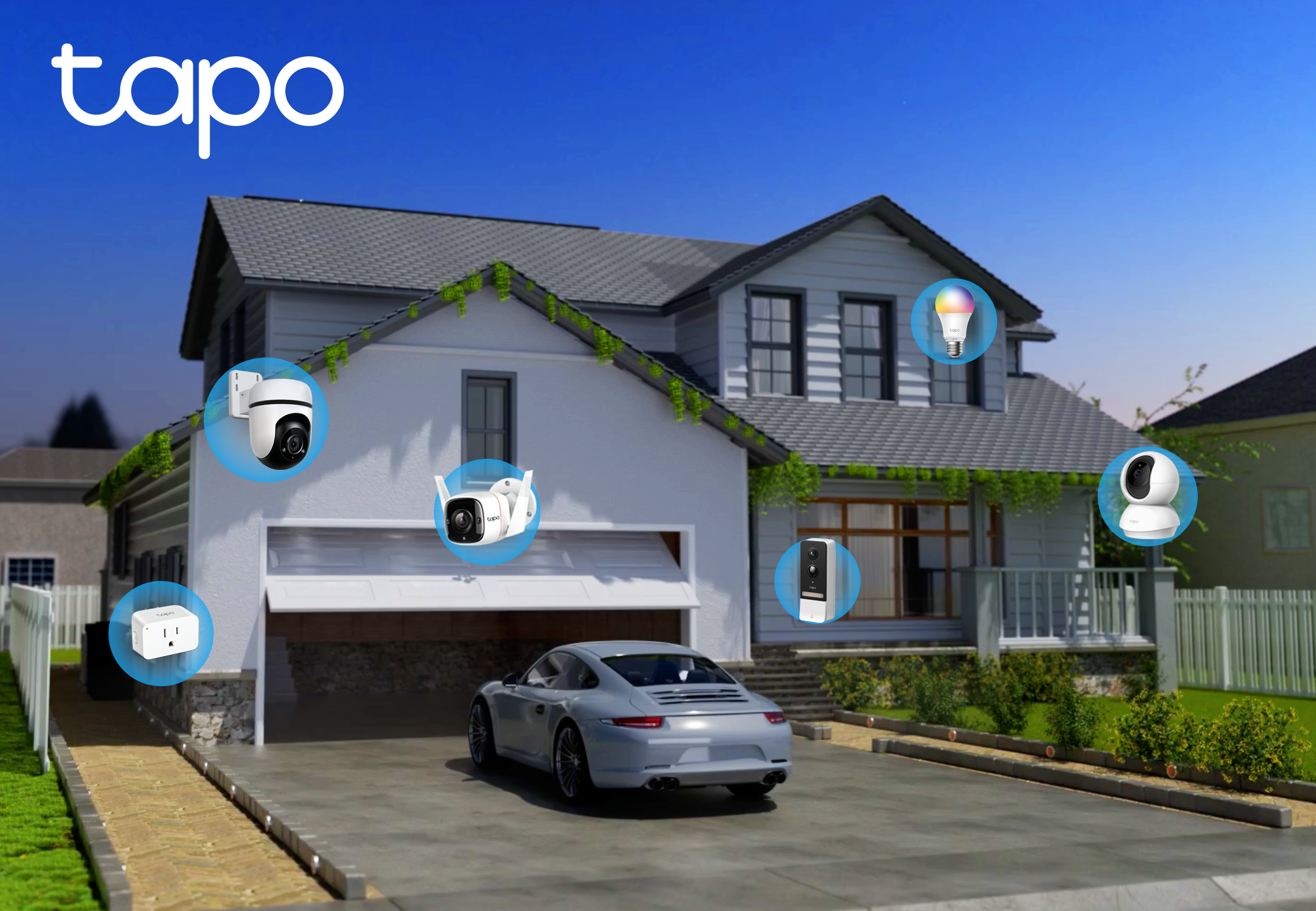
Tapo - Smart Home Produkte
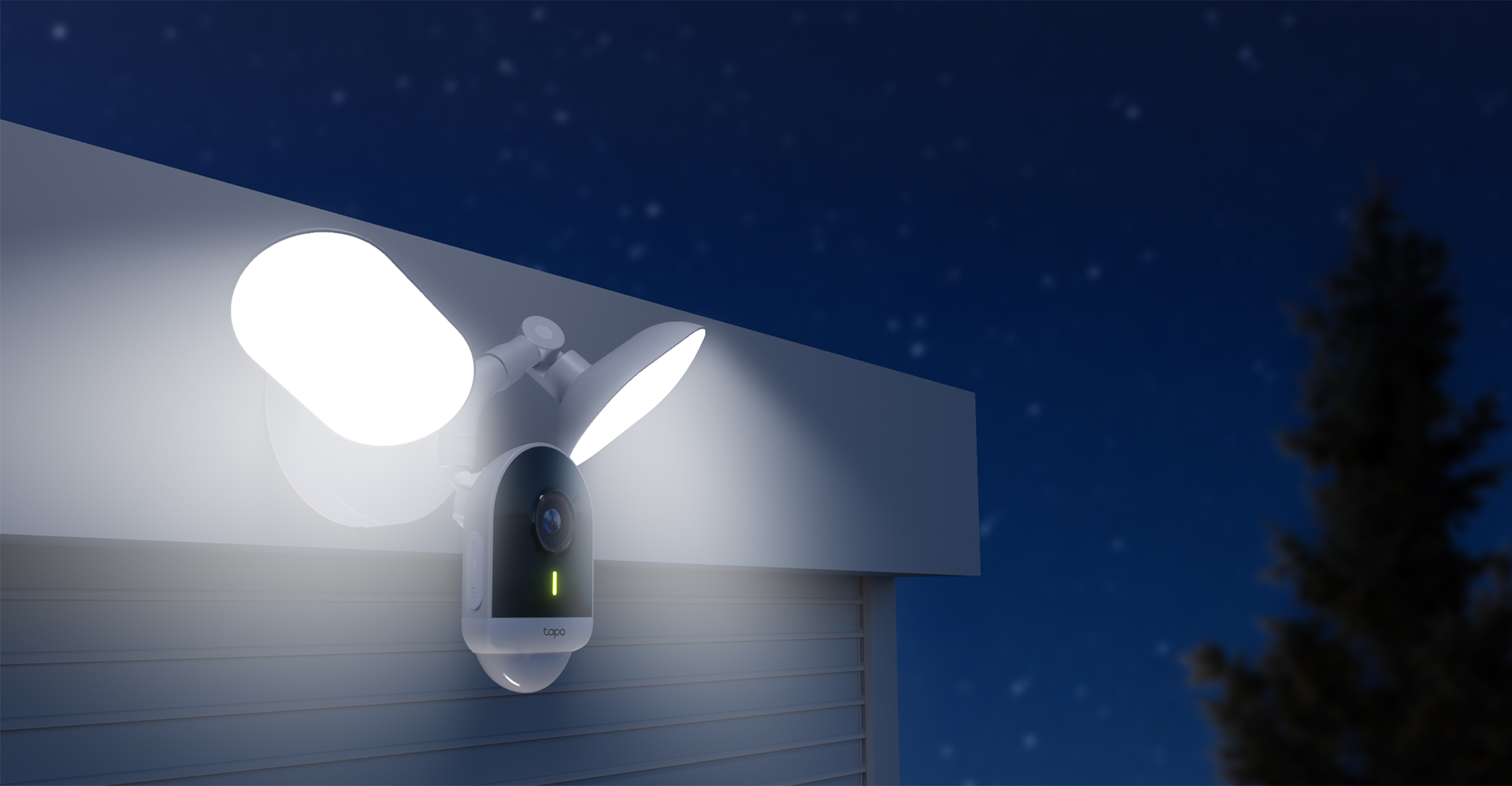
Tapo C720 Flutlicht-Kamera
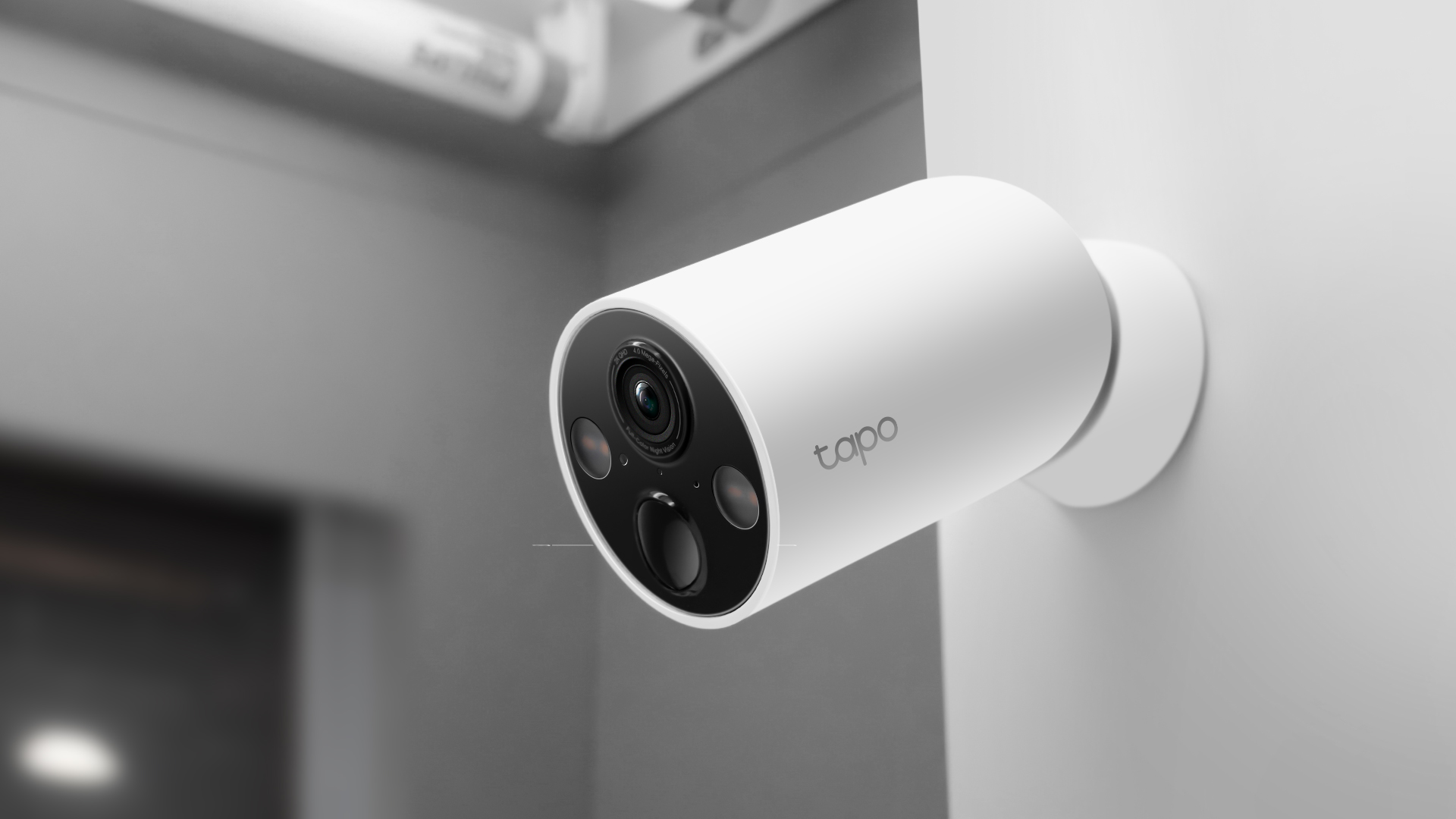
Tapo C425 kabellose Sicherheitskamera
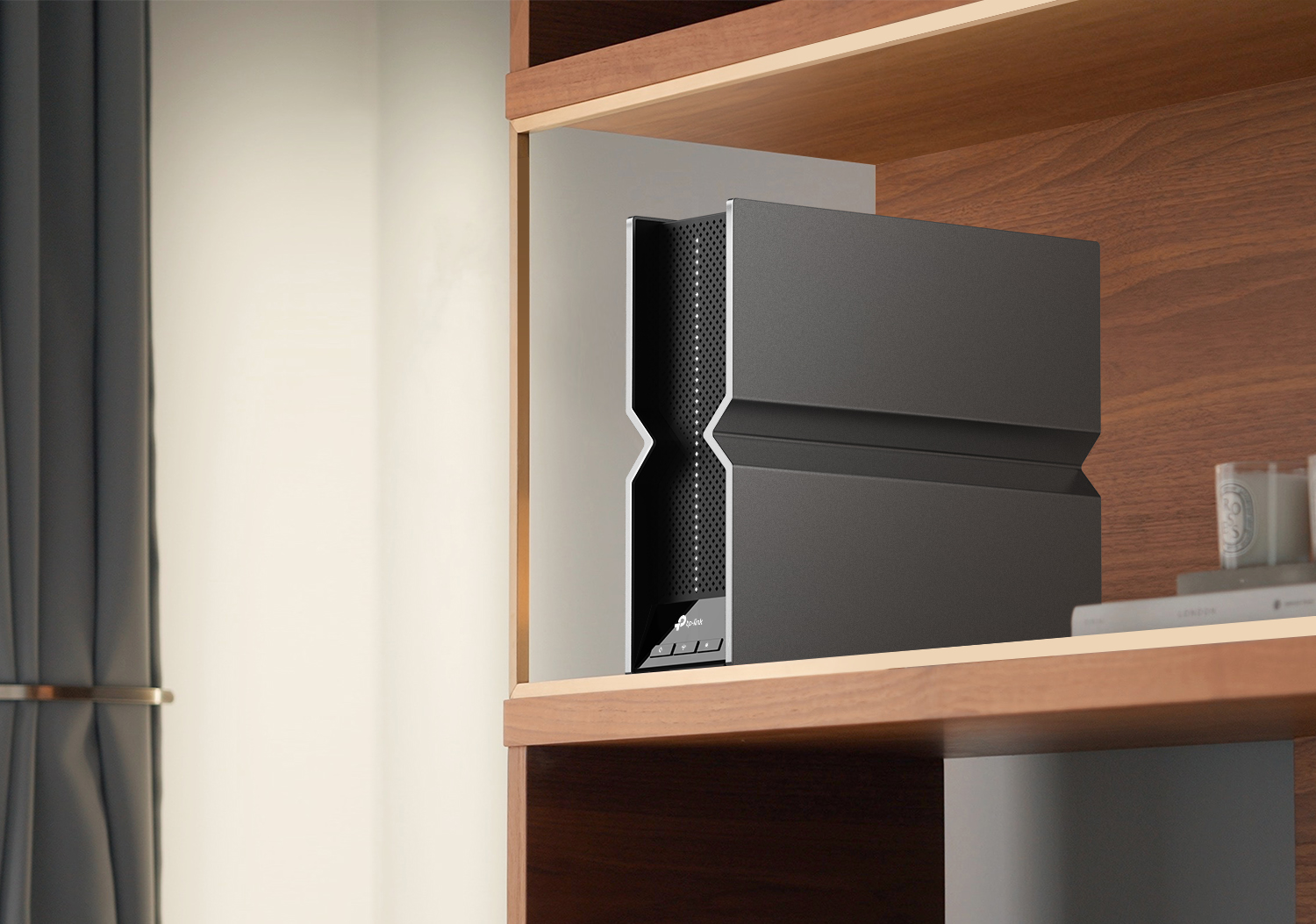
Archer BE800 Router
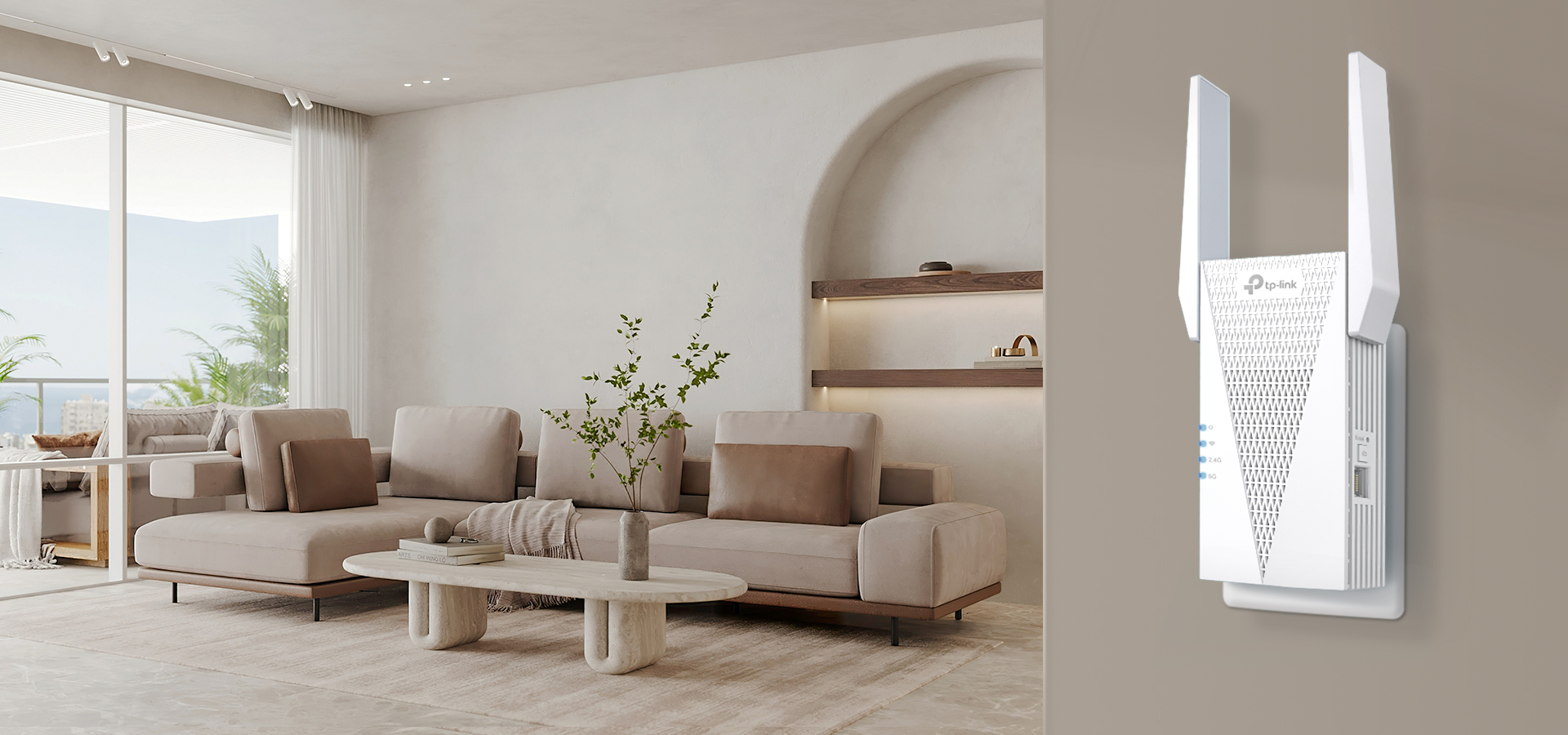
RE815XE WLAN Repeater
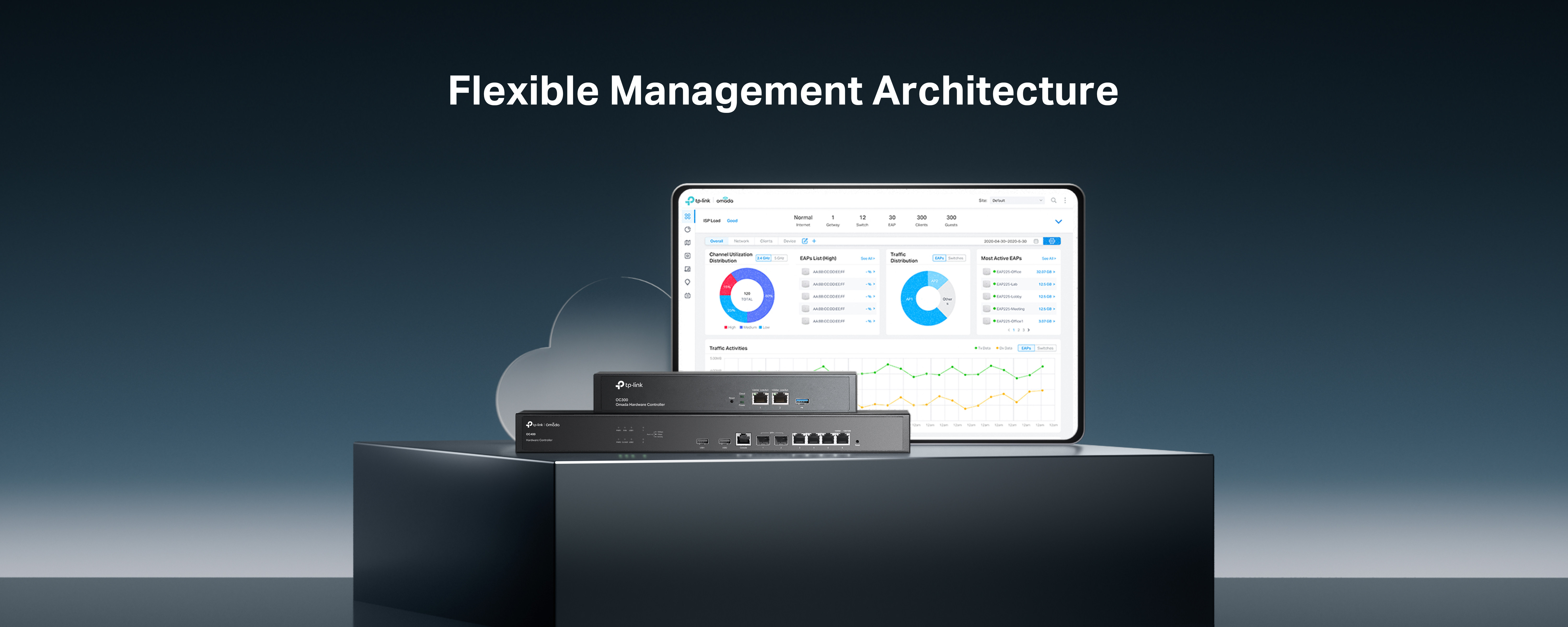
Omada Controller